# HMS Terror (1813)
HMS Terror (1813) — британський бомбардирський корабель, брав участь в дослідженні Антарктики, також відомий участю в полярній експедиції Франкліна

## Історія
Судно збудоване для Королівського флоту на верфі Деві в Топшем, графство Девон. Корабель, за різними описами, важив 326 або 340 т. Був озброєний 2 мортирами — 13-дюймовою (330 мм) і 10-дюймовою (254 мм).
HMS Terror почав службу під час англо-американської війни 1812 року. Під командуванням Джона Шерідана (англ. John Sheridan брав участь у бомбардуванні Стонінгтона (штат Коннектикут) 9-12 серпня 1814 і форту Мак-Генрі під Балтімором 13-14 вересня 1814. Остання надихнула Френсіса Скотта Кі на написання вірша «Прапор, усипаний зірками», що став національним гімном Сполучених Штатів. У січні 1815 рокуTerror брав участь в бою за Форт-Пітер і нападі на Сент-Меріс (Джорджія).
Після закінчення війни Terror знаходився в резерві до 1828 року, після чого знову введений в дію для служби в Середземному морі. 18 лютого 1828 був викинутий на берег поблизу Лісабона; згодом знявся з мілини, але після ремонту знятий зі служби.

### Арктична служба
У 1836 році командування на судніTerror прийняв Джордж Бек. Вік вирушив в експедицію в північну частину Гудзонової затоки. Його завданням було увійти в бухту Репалс, де передбачалося висадити дослідницьку команду, щоб визначити, чи є Бутія островом чи півостровом. Однак Terror не зміг досягти бухти і ледь пережив зиму на острові Саутгемптон. Його вичавило льодом на висоту 12 м вгору по скелястому березі. Навесні 1837 року судно знову було пошкоджене після зіткнення з айсбергом. Бек зумів врятувати потопаючий корабель, викинувши його на берег Ірландії.

### Експедиції Росса
Корабель відремонтували і разом з HMS Erebus відправили в експедицію в Антарктиду під командуванням Джеймса Кларка Росса. У цій експедиції, яка охоплювала три сезони з 1840 по 1843, командиром Terror був Френсіс Крозьє. В ході неї Terror і Erebus зробили три походи у води Антарктики, два рази перетнули море Росса і пройшли морі Уедделла на південний схід від Фолклендських островів. На честь корабля названий вулкан Терор на острові Росса.

### Експедиція Франкліна
Erebus і Terror були назначені для експедиції Арктику. Їх оснастили 15 кіловатними паровими двигунами, а корпус обшили залізом. Загальне командування експедицією здійснював сер Джон Франклін на Erebus, а на Terror знову командував Френсіс Крозьє. Експедиції було наказано зібрати магнітні дані в Канадській Арктиці і пройти Північно-Західним проходом, який вже був картографували зі сходу і з заходу, але ніхто ще не виконав наскрізного проходу.
Експедиція вирушила з Грінхіта 19 травня 1845 і кораблі востаннє бачили в водах Баффінової затоки в серпні 1845 року. Зникнення експедиції Франкліна спричинило масований пошук в Арктиці. У квітні 1851 року британський судно, Renovation, виявило два корабля — один прямо, інший з креном — на великій крижині біля узбережжя Ньюфаундленду. Не маючи досвіду льодових плавань екіпаж не ризикнув підходити ближче, так що два корабля не були опізнані. Якщо це дійсно були Terror і Erebus, цілком можливо що, коли льоди розтопило, уламки кораблів вивільнилися і затонули. У загальних рисах дані про долі кораблів зібрані в серії експедицій між 1848 і 1866 роками. Обидва корабля були затиснуті льодами і покинуті своїми екіпажами, які згодом повністю загинули від холоду і голоду, намагаючись дістатися сушею до Форт-Резолюшн, форпост Компанії Гудзонової затоки, що знаходилась за 970 км на північний захід. Пізніший розтин тіл членів екіпажу показав, що консерви їхніх пайків, можливо, були зіпсовані домішкою свинцю і ботулізмом. Усні повідомлення місцевих інуїтів про те, що деякі з членів екіпажу дійшли до канібалізму, принаймні частково підтверджуються порізами на кістках скелетів, знайдених на острові Кінг-Вільям в кінці XX століття.

## Відкриття уламків
7 вересня 2014 року уламки одного з кораблів Франкліна були знайдені з використанням підводного транспортного засобу на дистанційному керуванні. Згодом, було оголошено, що це рештки корабля Erebus. 12 вересня 2016 року канадський Фонд з арктичних досліджень оголосив, що на південному узбережжі Острова короля Вільгельма на глибині 21-24 м виявлено затонуле судно, яка за описом схоже на Terror. У серпні 2019 року впродовж 6 днів дослідники з відомства «Парки Канади» здійснили 48 занурень і добре вивчили палубу судна, підтвердивши приналежність його до Terror.

## У художній літературі
- У романі Клайва Касслер Arctic Drift (2008) Terror і Erebus використовуються як частина художнього фону, а також для створення передісторії.
- Terror і Erebus займають центральне місце оповіді в однойменному романі Дена Сіммонса (2007).
- Terror і Erebus згадуються, в контексті експедиції капітана Росса, капітаном Немо в романі Жюля Верна «20 000 льє під водою», щоб підкреслити складність досягнення Південного полюса.